# José Gautier Benítez
José Martín Antonio Gautier Benítez (Caguas, 12 de abril de 1848-San Juan, 24 de enero de 1880) fue un poeta puertorriqueño. Cursó la carrera militar en España, donde obtuvo el grado de oficial. Parece ser que la lejanía de su patria le era muy sentida, y regresó para dedicarse al periodismo y a la literatura.  Se le considera la primera figura del romanticismo poético de Puerto Rico. Sus poemas A Puerto Rico ausencia y A Puerto Rico regreso lo hicieron famoso y admirado. Tuvo una corta existencia, pues falleció en enero de 1880 a causa de una tuberculosis. Tuvo una hija con Cecilia María Rosa Benítez Neron Longpré: María "Pepiña" Gautier Benítez.
Pasó algún tiempo en España, haciendo la carrera de militar, sin llegar a ejercer dicha actividad. Mientras estaba en España, la añoranza de su querida isla se trasluce en algunos de sus mejores poemas, como se puede notar en tres poemas dedicados y titulados Puerto Rico.
Fue un lírico consumado. Cantó a la amistad, al amor, a la patria y a la muerte. Son conocidos sus poemas Ausencia, Regreso, y La Barca.
Su madre fue la poetisa Alejandrina Benítez de Gautier.
Aparece mencionado en la famosa canción «Lamento borincano» como «el gran Gautier» que llamó a Borinquen (Puerto Rico) «la perla de los mares».